# میله‌های دریایی درختی
میله‌های دریایی درختی (نام علمی: Pseudoplexaura) نام یک سرده از راسته مرجان نرم است.